# Krośniewice
Krośniewice è un comune urbano-rurale polacco del distretto di Kutno, nel voivodato di Łódź.
Ricopre una superficie di 94,65 km² e nel 2004 contava 9 161 abitanti.